# CDNOW
CDNOW（しーでぃー・なう）は、インターネットでCD等を販売する米国の企業。

## 概要
1994年2月にアメリカ合衆国ペンシルベニア州で創業し、同年9月にウェブサイトでの小売業を始めたネットショップの草分け的存在で、世界で初めてインターネット上で大規模なCD販売を行ない、成功した企業のひとつである。
1999年にはMusic Boulevardを運営していたN2Kと合併するなどして業績を拡大し、最盛期には従業員500人、年商1億3千万ドルを超えた。
しかし、2000年のネット不況期に資金繰りが悪化し、アメリカのCD等の通信販売大手のコロンビア・ハウスとの合併も破局して、2000年7月にベルテルスマンに買収された。2001年にはAmazon.comと提携してCDNOWの運営を委ねることとなり、CDNOWのサイトはAmazon.comのプラットフォームを利用したものとなった。その後、Amazon.comとの一体化が進められ、2007年には、かろうじて独立したトップページは保っていたものの、URLは、cdnow.comにアクセスするとamazon.comにリダイレクトされるようになった。2018年現在はドメインも停止され、リダイレクトもされなくなっている。
日本においては、N2Kとの合併に伴い、1999年5月18日にMusic BoulevardをCDNOW JAPANに衣替えしてサービスを開始したが、約2年後の2001年8月1日をもって終了した。